# Nederland op de Paralympische Winterspelen 1992
Nederland is een van de landen die deelnam aan de Paralympische Winterspelen 1992 in het Franse Tignes-Albertville.

## Deelnemers en resultaten
(m) = mannen, (v) = vrouwen 

### Alpineskiën
| Paralympiër     | Onderdeel                    | Resultaat | Prestatie      |
| --------------- | ---------------------------- | --------- | -------------- |
| Karel Hanse     | Afdaling Klasse LW2 (m)      | 16de      | 1:22.79        |
| Karel Hanse     | Slalom Klasse LW2 (m)        | 14de      | 1:31.36        |
| Wiel Bouten     | Reuzenslalom Klasse LW2 (m)  | 15de      | 3:01.79        |
| Martijn Wijsman | Afdaling Klasse LW2 (m)      | 10de      | 1:18.91        |
| Martijn Wijsman | Reuzenslalom Klasse LW2 (m)  | DNF       | Niet gefinisht |
| Martijn Wijsman | Slalom Klasse LW2 (m)        | 15de      | 1:33.30        |
| Robert Reijmers | Afdaling Klasse LW11 (m)     | DNF       | Niet gefinisht |
| Robert Reijmers | Reuzenslalom Klasse LW11 (m) | DNF       | Niet gefinisht |
| Robert Reijmers | Slalom Klasse LW11 (m)       | 10de      | 2:19.38        |
|                 |                              |           |                |
| Thea Bongers    | Afdaling Klasse LW2 (v)      | 7de       | 1:23.45        |
| Thea Bongers    | Reuzenslalom Klasse LW2 (v)  | 4de       | 2:58.23        |
| Thea Bongers    | Slalom Klasse LW2 (v)        | DNF       | Niet gefinisht |
| Thea Bongers    | Super-G Klasse LW2 (v)       | 8ste      | 1:38.48        |

### Biatlon
| Paralympiër | Onderdeel               | Resultaat | Prestatie |
| ----------- | ----------------------- | --------- | --------- |
| Jan Visser  | 7.5 km, Klasse B2-3 (m) | 16de      | 30:18.0   |

### Langlaufen
| Paralympiër   | Onderdeel           | Resultaat | Prestatie      |
| ------------- | ------------------- | --------- | -------------- |
| Jan Visser    | 15 km Klasse B2 (m) | 15de      | 40:45.4        |
| Jan Visser    | 30 km Klasse B2 (m) | 15de      | 1:55:52.7      |
|               |                     |           |                |
| Tineke Hekman | 5 km Klasse B1 (v)  | 8ste      | 33:01.9        |
| Tineke Hekman | 10 km Klasse B1 (v) | DNF       | Niet gefinisht |

Australië · 
België · 
Canada · 
Denemarken · 
Duitsland · 
Estland · 
Finland · 
Frankrijk · 
Gezamenlijk team · 
Groot-Brittannië · 
Italië · 
Japan · 
Korea · 
Liechtenstein · 
Nederland · 
Nieuw-Zeeland · 
Noorwegen · 
Oostenrijk · 
Polen · 
Spanje · 
Tsjecho-Slowakije · 
Verenigde Staten · 
Zweden · 
Zwitserland